# Metaphreatoicus affinis
Metaphreatoicus affinis is een pissebed uit de familie Phreatoicidae. De wetenschappelijke naam van de soort is voor het eerst geldig gepubliceerd in 1944 door Nicholls.